# Days of Pearly Spencer
Pistes de David McWilliams
God and My Country This Side of Heaven
Days of Pearly Spencer est une chanson du chanteur nord-irlandais David McWilliams sortie en 1967.

## Reprises
- The Avengers (1968)
- Caterina Caselli Il Volto Della Vita (1968)
- The Grass Roots (1969)
- Ana Belén Vuelo blanco de gaviota (1979)
- Vietnam Veterans (1988)
- Marc Almond dans l'album Tenement Symphony (1992)
- An Pierlé (2004)
- Rodolphe Burger dans l'album Valley Session (2009)
- Frank Alamo Je connais une chanson
- Kamille (1987)
- David Bowie (1991)